# Bunde (Colombia)
En Colombia, el bunde designa distintos ritmos musicales y expresiones culturales:
- Danza y género musical de carácter fúnebre autóctono de las comunidades de la Región Pacífica.
- Celebración popular callejera típica de las comunidades de la Región Pacífica.
- El Bunde tolimense, canción mezcla de ritmos andinos.[1]

## Origen
El bunde primitivo es considerado un ritmo africano que dio origen a otros ritmos como la cumbia, el mapalé o el bullerengue.
Como ritmo musical ancestral y propio de los nativos de América está muy extendido entre las comunidades nativas como catíos y embera, descendientes directos de la cultura indígena americana conocida como Tumaco. El bunde es denominado también "canto llamador". 
Existen variadas opiniones sobre los orígenes o raíces de este género. Algunos investigadores sostienen que su origen es americano en el ritual del “guando” que es el nombre dado a los ritos fúnebre en las etnias precolombinas y después de la conquista. Otros sostienen que el bunde que se baila en el litoral Pacífico de Colombia pudiese provenir del "wunde", cantos tradicionales africanos de Sierra Leona.

## Región Pacífica
El bunde autóctono de la Región Pacífica es cantado principalmente en los velorios. Tiene carácter de canción lúdica y es empleado como una expresión musical de los ritos fúnebres ejecutados a manera de rondas por niños y jóvenes mientras los adultos se ocupan del rito mortuorio. Es una ritualización de la ceremonia fúnebre conocida como "velorio de angelito", danza circular que utiliza el canto e instrumentos de percusión como los cununos, el bombo y las guasas.
Dentro de las tradiciones fúnebres precolombinas americanas, "al muerto, se lava y se viste con su traje más pomposo". Con la noticia del fallecimiento llegan los cantores ingiriendo chichas o guarapos y fumando tabacos. Comienza los actos fúnebres con cantos de arrullos como invitaciones a descansar luego recurren juegos en los que interviene toda la concurrencia. 
El bunde es un rito fúnebre, una forma de "culto a los muertos", en el cual el dolor por la pérdida del ser querido se va transformando en motivo de regocijo, en alegría a causa de la entrada del "alma" al "reino de los espíritus". Cuando estos cantos se aplican a los funerales de negros adultos reciben el nombre de chigualos.
Con el devenir de los años. el bunde dejó su carácter exclusivamente fúnebre, usándose esta denominación para rondas y juegos para los niños con letras o textos alusivos o explicativos de su contenido lúdico, entre los que destacan: "El chocolate", "El punto", "El trapicherito", "El florón", "La pelusa", "Jugar con mi tía", "Adiós, tía Cotí", "El laurel", "La Margarita Batiana", "La canoa Paula", "El Carpintero", "La buluca", "El quilele", "El bambazú", entre otros. 
El bunde tiene una íntima relación con el currulao, utilizándose el nombre de bunde solo cuando la canción es usada en los velorios de niños negros. Se compone de baile y cantos acompañados con instrumentos típicos como la marimba, los cununos (tambores de cuñas), el bombo, el redoblante europeo y el cuatro guasás o sonaja tubular.

### Celebración popular
En las fiestas patronales, se dan concentraciones callejeras donde los afrodescendientes bailan al son del redoblante europeo, el bombo europeo, platillos, trombón y el saxofón, eliminándose toda referencia religiosa, tomando las canciones un tono secular. Sin embargo a este fenómeno social se le sigue llamando bunde.

## Bunde tolimense
El Bunde tolimense es la canción folclórica por excelencia y el himno del Tolima. Se trata de una pieza particular del músico Alberto Castilla, su nombre es un préstamo con la significación de mezcla, ya que lo es de guabina, bambuco y torbellino. En el municipio del Espinal se celebra el Festival Nacional del Bunde. Nada tiene que ver con el bunde de la Región Pacífica. Se ha teorizado que el bunde debería ser español puesto que era "de Castilla", sin embargo este ritmo al ser una mezcla entre bambuco, torbellino y especialmente la guabina huilense, se pone en duda su ancestralidad. Castilla hace referencia no a la región española, sino al apellido del Maestro Alberto Castilla.